# Haakon el Loco
Haakon el Loco (en nórdico antiguo: Håkon galen Folkvidsson, 1173-1214) fue un noble noruego, jarl de la facción de los birkebeiner en las guerras civiles noruegas. Su apodo se puede interpretar como «furioso» por su actitud en el campo de batalla. Era hijo de Folkvid, lagman de Värmland y de Cecilie Sigurdsdatter (1154 - 1185), hija bastarda de Sigurd II de Noruega.

## Biografía
La figura de Haakon se cita por primera vez en 1193, como uno de los más prominentes caudillos de los birkebeiner, luchando a favor de Sverre I de Noruega contra los mercenarios Øyskjegger (barbudos de las islas). Los Øyskjegger conspiraron con Harald Maddadsson, jarl de las Orcadas, reuniendo un poderoso ejército de las Orcadas y Shetland. Hacia la primavera de 1194, el rey Sverre navegó con su flota hacia el sur para enfrentarse a los Øyskjegger. Ambas flotas se encontraron el 3 de abril en la batalla de Florvåg frente Askøy, una isla al norte de Bergen. La experiencia de los veteranos birkebeiner se mostró decisiva para derrotar a los isleños.
En enero de 1204, Haakon III de Noruega, hijo de Sverre, muere y Haakon el Loco se convierte en regente de Noruega mientras Guttorm fuera menor de edad (tenía 4 años). Un día después de la coronación de Guttorm, Haakon también es proclamado jarl y líder de los birkebeiner. Guttorm murió en agosto repentinamente y Haakon se convierte en candidato real entre los caudillos birkebeiner, los lendmann. No obstante, durante el thing de Nidaros, el arzobispo y los bóndi de Trøndelag se posicionan en contra. Según Böglunga sögur, el origen sueco de Haakon fue un punto importante en su contra. Finalmente, fue su medio hermano Inge Bårdsson quien fue coronado rey. Haakon siguió siendo jarl y comandante del ejército, recibiendo la mitad de los beneficios de la corona.
Entre 1204 y 1208, Inge y Haakon lucharon contra la sublevación de los bagler, liderados por los pretendientes a la corona Erling Steinvegg y Felipe Simonsson, hasta que se llegó al acuerdo de Kvitsøy. Por dicho acuerdo, Inge y Haakon reconocían a los bagler como gobierno de las regiones orientales de Noruega con Felipe como jarl, bajo el gobierno nominal de Inge. Los birkebeiner por su lado, conservaron el resto del país. Jarl Haakon gobernó desde Bergen el occidente de Noruega.
Las relaciones entre Haakon e Inge parece que se volvieron tensas. Cuando Felipe mostró claras intenciones de seguir reivindicando la corona como rey, rompiendo el acuerdo de Kvitsøy, Haakon intentó postular también por la corona, pero Inge se negó rotundamente. Finalmente se llegó a un acuerdo, comprometiéndose los hermanos a heredarse mutuamente a la muerte de uno u otro, y los hijos de ambos serían herederos legítimos. El hijo de Haakon, Canuto Håkonsson, parece que estuvo en mejor posición de heredar el reino, pues Inge solo tenía un hijo ilegítimo. En 1214, el jarl Haakon estuvo bajo sospecha de liderar un levantamiento de los bóndi de Trøndelag contra Inge, pero nunca se llegó a un conflicto abierto entre ambos hermanos. Haakon murió de causas naturales tras la Navidad de 1214 e Inge asumió el control de sus propiedades.
Haakon fue enterrado en la antigua catedral de Bergen que fue demolida en 1531. Un monumento ocupa esa plaza, en la fortaleza de Bergenhus.
Haakon también aparece en la saga de Sverre y Hákonar saga Hákonarsonar.

## Herencia
Casó con Cristina Nilsdotter (1180 - 1254), hija de Nils Blaka (n. 1147), un noble sueco de origen noruego, y de Catalina Eriksdotter (n. 1151), hija de Erico el Santo. Fruto de esa relación, nació Canuto Håkonsson.